# Мориніт
Морині́т (рос. моринит; англ. morinite; нім. Morinit m) — мінерал, кислий водний флуорофосфат натрію, кальцію й алюмінію.

## Загальний опис
Хімічна формула: Na2Ca4Al4 [F6 | О2 | (РО4)4]•5H2O.
Містить (%): Na2O — 6,99; CaO — 13,54; Al2O3 — 17,27; F — 12,87; P2O5 — 32,06; H2O — 17,27.
Сингонія моноклінна.
Утворює таблитчасті маси.
Спайність по (100) ясна.
Густина 2,94.
Твердість 4.
Колір винно-червоний або білий.
У кислотах не розчиняється.
Екзогенний продукт вивітрювання амблігоніту.
Зустрічається разом з ін. фосфатами в олов'яних рудах Монтебраза (Франція), Віїтаніемі (Фінляндія), у Казахстані.
За прізв. М. Моріно (М. Morineau), A. Lacroix, 1891. (Е. А. Моріно, директор олов'яних шахт, Монтебре, Франція, який постачав перші зразки)
Синоніми: єжекіт.